# Lista odcinków serialu Zabójcza broń
Lista odcinków serialu telewizyjnego Zabójcza broń – emitowanego przez amerykańską stację telewizyjną FOX od 21 września 2016 roku do 26 lutego 2019 roku. Powstały trzy serię, które łącznie składają się z 55 odcinków. W Polsce jest emitowany od10 listopada 2016 roku  przez Canal+.
| Sezon | Odcinki | Oryginalna emisja w FOX | Oryginalna emisja w FOX | Oryginalna emisja w Canal+ | Oryginalna emisja w Canal+ | Oryginalna emisja w Canal+ |
| Sezon | Odcinki | Premiera sezonu         | Finał sezonu            | Premiera sezonu            | Finał sezonu               |                            |
| ----- | ------- | ----------------------- | ----------------------- | -------------------------- | -------------------------- | -------------------------- |
| 1     | 18      | 21 września 2016        | 15 marca 2017           | 10 listopada 2016          | 11 maja 2017               |                            |
| 2     | 22      | 26 września 2017        | 8 maja 2018             | 6 lutego 2018              | 3 lipca 2018               |                            |
| 3     | 15      | 25 września 2018        | 26 lutego 2019          | 7 września 2020            | —                          |                            |

## Sezon 1 (2016-2017)
| Nr | #  | Tytuł                       | Reżyseria       | Scenariusz                            | Premiera w FOX       | Premiera w Canal+ |
| -- | -- | --------------------------- | --------------- | ------------------------------------- | -------------------- | ----------------- |
| 1  | 1  | Pilot                       | McG             | Matt Miller, Shane Black, Matt Miller | 21 września 2016     | 10 listopada 2016 |
| 2  | 2  | Surf N Turf                 | McG             | Matt Miller                           | 28 września 2016     | 10 listopada 2016 |
| 3  | 3  | Best Buds                   | Steve Boyum     | Gene Hong                             | 5 października 2016  | 17 listopada 2016 |
| 4  | 4  | There Goes the Neighborhood | Jason Ensler    | Adele Lim                             | 12 października 2016 | 17 listopada 2016 |
| 5  | 5  | Spilt Milk                  | Larry Teng      | Seamus Kevin Fahey                    | 19 października 2016 | 24 listopada 2016 |
| 6  | 6  | Ties That Bind              | Antonio Negret  | Erik Mountain                         | 9 listopada 2016     | 1 grudnia 2016    |
| 7  | 7  | Fashion Police              | Rob Seidenglanz | Kyle Warren                           | 16 listopada 2016    | 8 grudnia 2016    |
| 8  | 8  | Can I Get A Witness?        | Jason Ensler    | Amanda Green                          | 30 listopada 2016    | 15 grudnia 2016   |
| 9  | 9  | Jingle Bell Glock           | Steve Boyum     | Joe Smith                             | 7 grudnia 2016       | 15 grudnia 2016   |
| 10 | 10 | Homebodies                  | Michael Fields  | Alex Taub                             | 4 stycznia 2017      | 13 kwietnia 2017  |
| 11 | 11 | Lawmen                      | Sylvain White   | Andy Callahan                         | 11 stycznia 2017     | 13 kwietnia 2017  |
| 12 | 12 | Brotherly Love              | Uta Briesewitz  | Stacy A. Littlejohn                   | 18 stycznia 2017     | 20 kwietnia 2017  |
| 13 | 13 | The Seal is Broken          | Nathan Hope     | Adele Lim, Gene Hong                  | 25 stycznia 2017     | 20 kwietnia 2017  |
| 14 | 14 | The Murtaugh File           | Matt Barber     | Seamus Kevin Fahey                    | 8 lutego 2017        | 27 kwietnia 2017  |
| 15 | 15 | As Good As It Getz          | Nick Copus      | Rob Wright                            | 15 lutego 2017       | 27 kwietnia 2017  |
| 16 | 16 | Unnecessary Roughness       | Bethany Rooney  | Laura Putney, Margaret Easley         | 22 lutego 2017       | 4 maja 2017       |
| 17 | 17 | A Problem Like Maria        | Rob Bailey      | Alex Taub                             | 8 marca 2017         | 4 maja 2017       |
| 18 | 18 | Commencement                | Steve Boyum     | Matt Miller, Kyle Warren              | 15 marca 2017        | 11 maja 2017      |

## Sezon 2 (2017-2018)
| Nr | #  | Tytuł                           | Reżyseria                  | Scenariusz                          | Premiera w FOX       | Premiera w Canal+ |
| -- | -- | ------------------------------- | -------------------------- | ----------------------------------- | -------------------- | ----------------- |
| 19 | 1  | El Gringo Loco                  | Steve Boyum                | Matt Miller, Kyle Warren            | 26 września 2017     | 6 lutego 2018     |
| 20 | 2  | Dancing in September            | Rob Bailey                 | Alex Taub                           | 3 października 2017  | 13 lutego 2018    |
| 21 | 3  | Born to Run                     | Nathan Hope                | Stacy A. Littlejohn                 | 10 października 2017 | 20 lutego 2018    |
| 22 | 4  | Flight Risk                     | Omar Madha                 | Seamus Kevin Fahey                  | 17 października 2017 | 27 lutego 2018    |
| 23 | 5  | Let it Ride                     | Eric Laneuville            | Rob Wright                          | 7 listopada 2017     | 6 marca 2018      |
| 24 | 6  | Gold Rush                       | Steve Boyum                | Terence Paul Winter                 | 14 listopada 2017    | 13 marca 2018     |
| 25 | 7  | Birdwatching                    | Salli Richardson-Whitfield | Elizabeth Davis Beall               | 21 listopada 2017    | 20 marca 2018     |
| 26 | 8  | Fork-Getta-Bout-It              | Matt Barber                | Michael C. Martin & Joe Smith       | 28 listopada 2017    | 27 marca 2018     |
| 27 | 9  | Fork-Getta-Bout-It              | Eric Laneuville            | Kyle Warren, Eileen Jones           | 5 grudnia 2017       | 3 kwietnia 2018   |
| 28 | 10 | Wreck the Halls                 | Steve Boyum                | Katie Varney                        | 5 grudnia 2017       | 10 kwietnia 2018  |
| 29 | 11 | Funny Money                     | Nathan Hope                | Alex Taub                           | 2 stycznia 2017      | 17 kwietnia 2018  |
| 30 | 12 | Diggin' Up Dirt                 | Maja Vrvilo                | Seamus Kevin Fahey, Joe Smith       | 9 stycznia 2018      | 24 kwietnia 2018  |
| 31 | 13 | Better Living Through Chemistry | Rob Bailey                 | Zev Borow                           | 16 stycznia 2018     | 1 maja 2018       |
| 32 | 14 | Double Shot of Baileys          | John Behring               | Stacy A. Littlejohn                 | 23 stycznia 2018     | 8 maja 2018       |
| 33 | 15 | An Inconvenient Ruth            | Larry Teng                 | Kyle Warren                         | 6 lutego 2018        | 15 maja 2018      |
| 34 | 16 | Ruthless                        | Silver Tree                | Carlos Jacott                       | 27 lutego 2018       | 22 maja 2018      |
| 35 | 17 | The Odd Couple                  | Larry Teng                 | Elizabeth Davis Beall, Eileen Jones | 6 marca 2018         | 29 maja 2018      |
| 36 | 18 | Frankie Comes to Hollywood      | John Behring               | David Fury                          | 10 kwietnia 2018     | 5 czerwca 2018    |
| 37 | 19 | Leo Getz Hitched                | Nick Copus                 | Rob Wright                          | 17 kwietnia 2018     | 12 czerwca 2018   |
| 38 | 20 | Jesse's Girl                    | Clayne Crawford            | Seamus Kevin Fahey, Joe Smith       | 24 kwietnia 2018     | 19 czerwca 2018   |
| 39 | 21 | Family Ties                     | Nick Copus                 | Alex Taub                           | 1 maja 2018          | 26 czerwca 2018   |
| 40 | 22 | One Day More                    | Steve Boyum                | Matt Miller, Katie Varney           | 8 maja 2018          | 3 lipca 2018      |

## Sezon 3 (2018-2019)
| Nr | #  | Tytuł                 | Reżyseria         | Scenariusz                 | Premiera w FOX       | Premiera w Canal+ |
| -- | -- | --------------------- | ----------------- | -------------------------- | -------------------- | ----------------- |
| 41 | 1  | In the Same Boat      | Nick Copus        | Matt Miller, Joe Smith     | 25 września 2018     |                   |
| 42 | 2  | Need to Know          | Claudia Yarmy     | Alex Taub                  | 2 października 2018  |                   |
| 43 | 3  | A Whole Lotto Trouble | Steve Boyum       | Kyle Warren                | 9 października 2018  |                   |
| 44 | 4  | Leo Getz Justice      | Nick Copus        | Ariana Jackson             | 16 października 2018 |                   |
| 45 | 5  | Get the Picture       | Rob Bailey        | Bill Callahan              | 30 października 2018 |                   |
| 46 | 6  | Panama                | Keesha Sharp      | Seamus Kevin Fahey         | 6 listopada 2018     |                   |
| 47 | 7  | Bali                  | Rob Bailey        | Katie Varney, Eileen Jones | 13 listopada 2018    |                   |
| 48 | 8  | What the Puck         | April Mullen      | Norman Morrill             | 27 listopada 2018    |                   |
| 49 | 9  | Bad Santas            | John Behring      | Alex Taub                  | 4 grudnia 2018       |                   |
| 50 | 10 | There Will Be Bud     | Nathan Hope       | Bill Callahan              | 1 stycznia 2019      |                   |
| 51 | 11 | Dial M for Murtaugh   | Jay Chandrasekhar | Kyle Warren                | 8 stycznia 2019      |                   |
| 52 | 12 | The Roger and Me      | Eric Laneuville   | Ariana Jackson, Joe Smith  | 15 stycznia 2019     |                   |
| 53 | 13 | Coyote Ugly           | Matt Barber       | Seamus Kevin               | 12 lutego 2019       |                   |
| 54 | 14 | A Game of Chicken     | Eric Laneuville   | Alex Taub, Felicia Hilario | 19 lutego 2019       |                   |
| 55 | 15 | The Spy Who Loved Me  | Nick Copus        | Matt Miller, Eileen Jones  | 26 lutego 2019       |                   |